# Remigia translata
Remigia translata är en fjärilsart som beskrevs av Walker 1865. Remigia translata ingår i släktet Remigia och familjen nattflyn. Inga underarter finns listade.